# Freie Wähler Rheinland-Pfalz

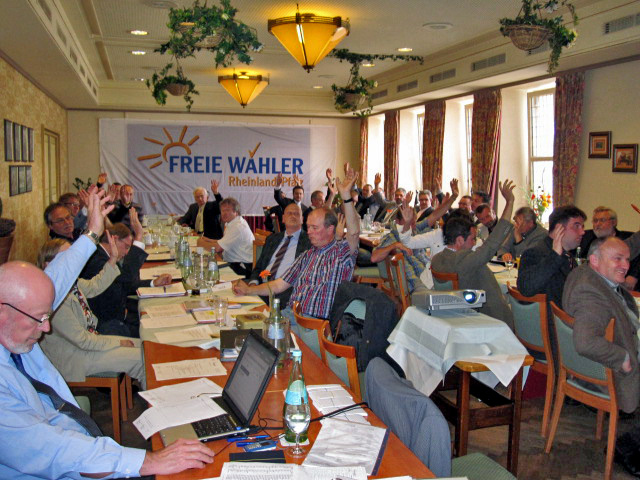
Mitgliederversammlung der Freien Wähler in Bitburg, 19. Juni 2010

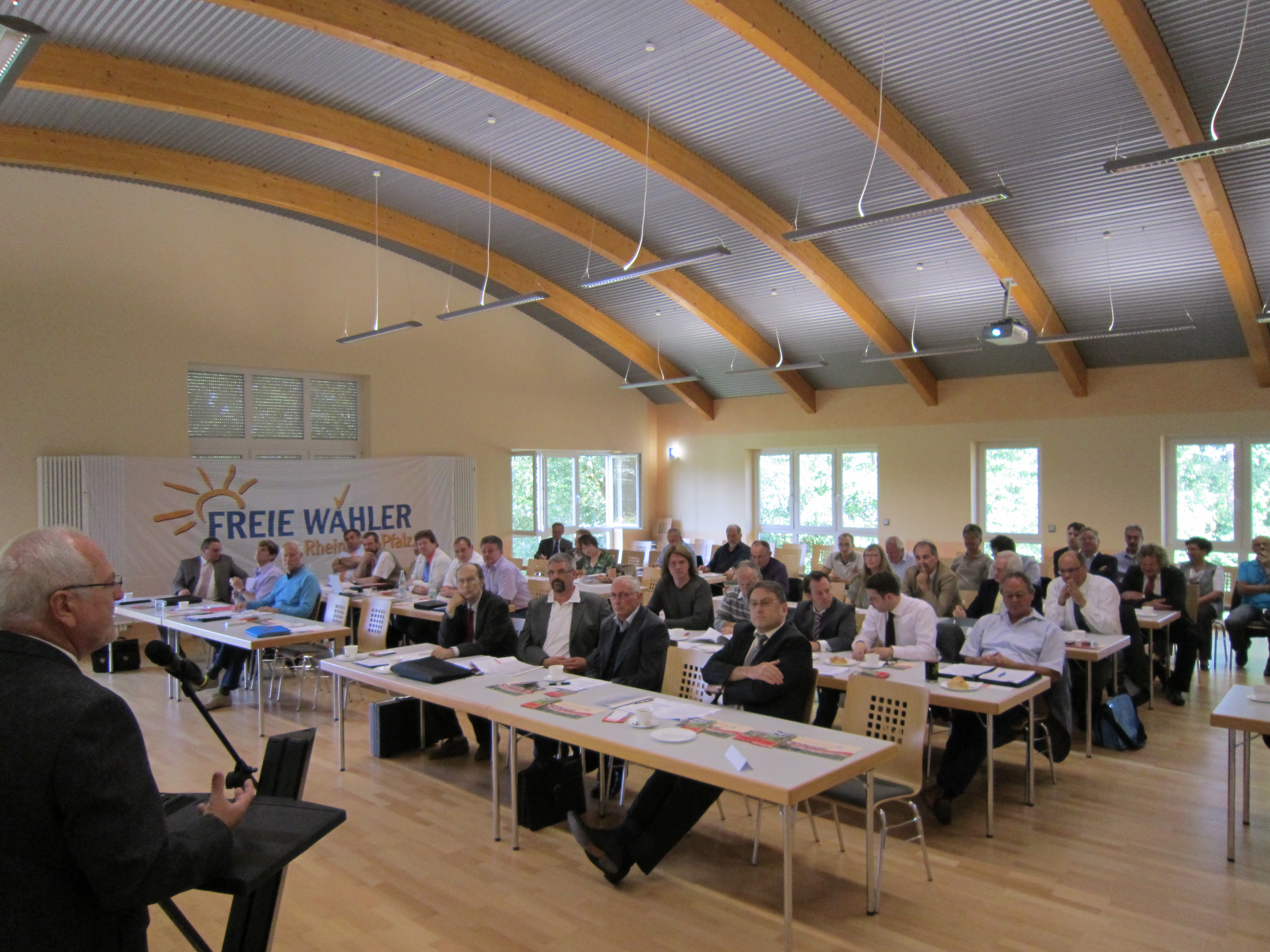
Mitgliederversammlung der Freien Wähler in Rülzheim, 11. September 2010

Freie Wähler Rheinland-Pfalz (Eigenschreibweise FREIE WÄHLER Rheinland-Pfalz) ist die Landesvereinigung der Partei Freie Wähler im Land Rheinland-Pfalz. Die Freie Wähler Rheinland-Pfalz stellt seit 2021 eine Landtagsfraktion mit sechs Abgeordneten. Die Gründung von Freie Wähler Rheinland-Pfalz erfolgte 2010 auf Initiative der FWG Rheinland-Pfalz, dem Dachverband der Freien Wähler in Rheinland-Pfalz, der selbst bereits bei den Landtagswahlen 1987, 2001 und 2006 angetreten war. Zum ersten Landesvorsitzenden von Freie Wähler Rheinland-Pfalz wurde der Landesvorsitzende der FWG Rheinland-Pfalz, Manfred Petry gewählt. Seit September 2014 war Stephan Wefelscheid Vorsitzender der Landesvereinigung. Auf einem Sonderparteitag am 30. November 2024 wurde mit Christian Zöpfchen und Lisa-Marie Jeckel eine neue Doppelspitze zu Landesvorsitzenden gewählt.

## Gründungsgeschichte

### Erfahrungen der Landtagswahl 2006
Nach dem schlechten Abschneiden der FWG Rheinland-Pfalz bei der Landtagswahl 2006 setzte ein intensiver interner Diskussionsprozess ein, ob überhaupt und wie die Freien Wähler bei der nächsten Landtagswahl antreten sollen. Eine Mehrheit der auf Landesebene aktiven Freien Wähler blieb bei der Einschätzung, dass ohne Vertretung der Interessen der Gemeinden durch Freie Wähler im Landtag, die Gemeinden keine gute Zukunft haben werden. Gleichzeitig setzte sich die Überzeugung durch, dass die bisherige Rechtskonstruktion der FWG Rheinland-Pfalz als Dachverband von Wählergruppen ungeeignet sei, der gleichzeitig, damit ein Antreten bei Wahlen möglich ist, den Mitgliedern der Einzelgruppen auch eine persönliche Mitgliedschaft vermittelt.
Eine Durchsicht von Satzungen ergab, dass über 30 Wählergruppen, die Mitglieder der FWG Rheinland-Pfalz waren, in ihrer Satzung nicht die erforderliche Klausel verankert hatten, dass ihre örtlichen Mitglieder gleichzeitig persönliche Mitglieder der FWG Rheinland-Pfalz sind. Delegierte dieser Wählergruppen waren – trotz demokratischer Wahl vor Ort – mangels persönlicher Mitgliedschaft ihrer Aktiven keine ordentlichen Vertreter von FWG-Mitgliedern. Damit einhergehend waren sie nicht demokratisch legitimiert, beispielsweise waren sie nicht berechtigt, Kandidaten aufzustellen. Außerdem hätte eine Teilnahme an der Parteienfinanzierung vorausgesetzt, dass ausnahmslos alle Mitgliedsverbände Rechenschaftsberichte nach dem Parteiengesetz abgeben. Da eine Vielzahl von Wählergruppen keine Mitgliedsbeiträge erheben, sondern lediglich bei Wahlen Geld zusammenlegen, viele andere zwar Rechenschaftsberichte erstellen, jedoch ausschließlich nach einfachem Vereinsrecht, wäre diese Voraussetzung mit der bisherigen Konstruktion nicht zu erfüllen gewesen. Dies hätte den Wettbewerbsnachteil zu der staatlich massiv finanzierten Konkurrenz zementiert. Außerdem hatte es trotz klarer Mehrheiten für die Wahlteilnahme keine durchgehende demokratische Akzeptanz der Mehrheitsentscheidung durch die Minderheit der Wahlgegner im Verband gegeben, so dass es immer massiven Streit gegeben hatte. Besser sei es, ausschließlich mit denen zu arbeiten, die prinzipiell Einfluss auf die Landespolitik nehmen wollen. Eine weitere Lehre war, dass die zwangsläufige fehlende überregionale Bekanntheit von Kandidaten der Freien Wähler ungünstig für eine Landesliste sei, vier Listen für die vier Wahlbezirke in Rheinland-Pfalz also eine Regionalisierung der Listen und möglichst viele Direktkandidaten günstiger seien.
Auf Basis dieses Diskussionsergebnisses beschloss der Landesvorstand der FWG Rheinland-Pfalz am 13. März 2010 einstimmig, die Organisation in einen reinen Dachverband umzuwandeln und gleichzeitig einen Landesverband Freie Wähler Rheinland-Pfalz zu gründen. Dazu wurde am gleichen Tag eine Vorgründungsgesellschaft aus sechs Mitgliedern unter Vorsitz des Landesvorsitzenden Manfred Petry ins Leben gerufen. Nach Bekräftigung dieses Beschlusses durch den Vorstand und den Landesbeirat am 9. April 2010 stellte die Vorgründungsgesellschaft am 5. Mai 2010 einen Satzungsentwurf auf.

### Gründung am 8. Mai 2010
Am 8. Mai 2010 beschlossen die Delegierten der FWG Rheinland-Pfalz im Kurfürstlichen Schloss in Mainz diese in einen reinen Dachverband von Wählergruppen zurück zu verwandeln, der nicht mehr selbst bei Wahlen antritt. Die 85 Gründungsmitglieder vollzogen in Anwesenheit des Bundesvorsitzenden der Freien Wähler Hubert Aiwanger am gleichen Ort durch Verabschiedung der Satzung und Wahl eines Vorstandes die Gründung von Freie Wähler Rheinland-Pfalz.
Zum Landesvorsitzenden von Freie Wähler Rheinland-Pfalz wurde der Landesvorsitzende der FWG Rheinland-Pfalz, Manfred Petry, gewählt, zu stellvertretenden Vorsitzenden Karin Pinn und Joachim Streit, zum Schriftführer Günther Mack, zum Schatzmeister Hans-Jürgen Klöckner. Als Beisitzer wurden gewählt für Wahlbezirk 1 Joachim Albert, für Wahlbezirk 2 Rudolf Rinnen, für Wahlbezirk 3 Claus Ableiter und für Wahlbezirk 4 Marc Weigel.
Die Satzung wurde noch einmal auf einer Mitgliederversammlung am 11. September 2010 in Rülzheim neu gefasst.

## Wahlen

### Landtagswahl 2011
Am 19. Juni 2010 beschloss eine Mitgliederversammlung in Bitburg, die Teilnahme an der Landtagswahl mittels vier Bezirkslisten.
Am 27. November 2010 wurde ein Wahlprogramm für die Landtagswahlen 2011 durch eine Mitgliederversammlung in Waldböckelheim, bei Bad Kreuznach beschlossen. Schwerpunkte waren die Forderung nach direkter Demokratie, die Verwirklichung der Demokratiereformvorschläge von Hans-Herbert von Arnim, die Sanierung der Kommunalfinanzen, die Wiederherstellung der sozialen Marktwirtschaft mit dem Ziel „Wohlstand für alle“, eine familienfreundliche Gesellschaft mit qualifizierter Ganztagsbetreuung für Kinder und einem Schwerpunkt auf Bildung und Integration, die Rückkehr zum rotgrünen Atomausstiegsbeschluss, zusätzlich die Abschaltung alter Atomkraftwerke ohne Absturzsicherung gegen Flugzeuge und die Förderung regenerativer Energien.

#### Kandidatenaufstellung
In vier getrennten Mitgliederversammlungen stellten die Freien Wähler vier Bezirkslisten auf.
- Wahlbezirk 1 (Wahlkreise 1–14 Nordosten) mit den Spitzenkandidaten Stephan Wefelscheid und Joachim Kneis[12]
- Wahlbezirk 2 (Wahlkreise 15–26 Nordwesten) mit den Spitzenkandidaten Joachim Streit und Karin Pinn[13]
- Wahlbezirk 3 (Wahlkreise 27–38 Rheinschiene von Bingen bis Speyer) mit den Spitzenkandidaten Claus Ableiter und Frank Sagadin[14]
- Wahlbezirk 4 (Wahlkreise 39–51 Südwesten) mit den Spitzenkandidaten Manfred Petry und Michael Braun.[15]

Nach Beibringen der nötigen Unterstützungsunterschriften wurden die Freien Wähler mit ihren 4 Bezirkslisten durch den Landeswahlausschuss als eine von 12 Parteien zur Landtagswahl 2011 als Liste 11 zugelassen. Außer den Freien Wählern trat nur die FDP mit Bezirkslisten an, die übrigen Parteien traten mit Landeslisten an.
Außerdem wurden 19 Direktkandidaten durch die Kreiswahlleiter in einzelnen Wahlkreisen zugelassen. Landesweit wurden bei dieser Wahl 2,3 Prozent der Stimmen erzielt.

### Landtagswahl 2016
Bei der Wahl 2016 erzielten Freie Wähler Rheinland-Pfalz mit 84.945 Stimmen für Direktkandidaten 4,0 Prozent der Wahlkreisstimmen und mit 47.924 Listenstimmen 2,2 Prozent der Landesstimmen.

### Landtagswahl 2021 mit Einzug in den Landtag
Bei der Landtagswahl 2021 erzielten Freie Wähler Rheinland-Pfalz mit 143.915 Stimmen für Direktkandidaten 7,5 Prozent der Wahlkreisstimmen und mit 103.582 Stimmen für die Landesliste 5,4 Prozent der Landesstimmen. Nach zwei vergeblichen Versuchen 2011 mit 2,3 Prozent und 2016 mit 2,2 Prozent der Landesstimmen gelang dem Landesverband Rheinland-Pfalz bei der Landtagswahl am 14. März 2021 mit einer von Spitzenkandidat Joachim Streit und dem Landesvorsitzenden Stephan Wefelscheid angeführten Landesliste der Landesstimmen der Einzug in den Landtag von Rheinland-Pfalz. Damit erlangte Freie Wähler Rheinland-Pfalz 6 der 101 Landtagsmandate. Gewählt wurden Joachim Streit, Stephan Wefelscheid, Helge Schwab, Patrick Kunz, Lisa-Marie Jeckel und Herbert Drumm. Im Herbst 2024 verließen Herbert Drumm und der nachgerückte Abgeordnete Bernhard Alscher die Fraktion. Dadurch verloren die Freien Wähler am 7. Oktober 2024 den Fraktionsstatus im Landtag. Am 7. Oktober 2024 stellten die vier verbliebenen Abgeordneten einen Antrag auf Anerkennung als parlamentarische Gruppe im Rheinland-Pfälzischen Landtag. Der Ältestenrat des rheinland-pfälzischen Landtages beschloss am 5. November 2024, die Annahme dieses Antrags zu empfehlen. Der Landtag billigte den Freien Wählern schließlich am 13. November 2024 den Gruppenstatus zu.

### Europawahlen 2024
Zur Wahl zum EU-Parlament 2024 trat Joachim Streit als Spitzenkandidat für Rheinland-Pfalz und auf Platz drei der Freie-Wähler-Bundesliste an. Die Freien Wähler konnten ihr Ergebnis steigern, wodurch sie einen dritten Sitz hinzugewannen und Streit zum Mitglied des Europäischen Parlaments gewählt wurde.

## Freie Wähler im Landtag

### Fraktionsvorsitzende bis Oktober 2024
| Jahre     | Vorsitzender   |
| --------- | -------------- |
| 2021–2024 | Joachim Streit |
| 2024      | Helge Schwab   |